# Nitroniumfluorosulfonat
Nitroniumfluorosulfonat, NO2SO3F ist eine anorganische Verbindung des Nitroniumions NO2+ mit der Fluorsulfonsäure HSO3F.

## Gewinnung und Darstellung
Die Reaktion von Stickstoffdioxid und Peroxydisulfuryldifluorid lässt das Salz synthetisieren.
{\displaystyle {\ce {2 NO2 + S2O6F2 -> NOSO3F + NO2SO3F + 1/2O2}}}
Anstelle von NO2 kann auch Kaliumnitrat verwendet werden.
{\displaystyle {\ce {KNO3 + S2O6F2 -> KSO3F + NO2SO3F + 1/2O2}}}
Die Herstellung ist auch mit Distickstoffpentoxid und Fluorsulfonsäure möglich.
{\displaystyle {\ce {N2O5 + HSO3F -> NO2SO3F + HNO3}}}

## Eigenschaften

### Physikalische Eigenschaften
Das monokline Kristallsystem findet sich in der Kristallstruktur von Nitroniumfluorosulfonat wieder. Mit der Raumgruppe C2/c (Raumgruppen-Nr. 15) besitzt es die Gitterparameter a = 9,275 ± 0,004 Å, b = 7 ± 0,012 Å und c = 7,36 ± 0,008 Å. Der Winkelgrad von β beträgt 113,8°.

### Chemische Eigenschaften
Bei Kontakt mit Wasser zersetzt sich das Salz in Salpetersäure und Fluorsulfonsäure.
{\displaystyle {\ce {NO2SO3F + H2O -> HNO3 + HSO3F}}}